# クォン・デ
クォン・デ（ベトナム語：Cường Để / 彊㭽）は、阮朝大南の宗室、独立運動家。ベトナム阮朝初代皇帝嘉隆帝の末裔。1915年に日本に亡命し、玄洋社などの支援を得て南一雄などの偽名で活動したのち、日本で没した。

## 生涯
順化において、感化郷公阮福英濡の子として生まれた。初名は阮福 民（ベトナム語：Nguyễn Phúc Dân / 阮福民）。英睿太子（嘉隆帝の長男）の玄孫、感化郡公阮福麗鐘の孫にあたる。父の死後、同慶帝から畿外侯に封じられた。当時の大南は、フランスのインドシナ総督府の支配下で疲弊していた。成泰16年（1904年）、大南の独立を志した彊㭽は、潘佩珠らと共に抗仏組織である越南維新会を設立してその会長の座に就いた。成泰17年（1905年）に潘佩珠は独立への助力を請うために日本へ密航し、翌成泰18年（1906年）、彊㭽も秘密裏に一度帰国した潘佩珠と共に日本へ上陸した。訪日後の彊㭽は東京振武学校と早稲田大学で学んだ。
維新元年（1909年）に日仏協約が成立すると、犬養毅から激励を受けた後、維新3年（1909年）10月30日に追われる形で門司港から上海に渡り、清やドイツ、イギリスなどで活動した後、維新9年（1915年）に再び訪日して犬養や柏原文太郎、松井石根らの庇護を受け、亡命外国人支援で知られる新宿中村屋の相馬愛蔵・黒光夫妻の元に身を寄せた。玄洋社などの支援を得て林徳雄や南一雄という偽名で活動した後、保大15年（1940年）の日本軍による仏印進駐に協力した。
大戦中の戦災で住居を失ったため、慶応大学教授橋本増吉宅の二階を借り、家政婦の安藤ちゑとその甥の成行と3人で暮らしはじめた。後にGHQに帰国を直訴し、1950年（昭和25年）7月、訪日時に用いた中国人名でバンコク行の船に乗ったが、フランス大使館から連絡を受けたタイ政府が上陸を拒否したため帰国は叶わなかった。
1951年（昭和26年）4月6日、東京の日本医大病院で肝臓癌により客死。69歳没。遺骨の一部はクォン・デを支えていたカオダイ教指導者のファン・コン・タックによって1954年にタイニン省に渡り、遺骨の大部分が1957年1月12日にフエに戻り、長男のチャン・リエットの手により最終的にフエ市トゥイアン社（現在のアンタイ坊）グータイ邑の墓地に埋葬された。残りは東京の雑司ヶ谷霊園にある陳東風（東遊運動の同志）の墓に合葬されている。

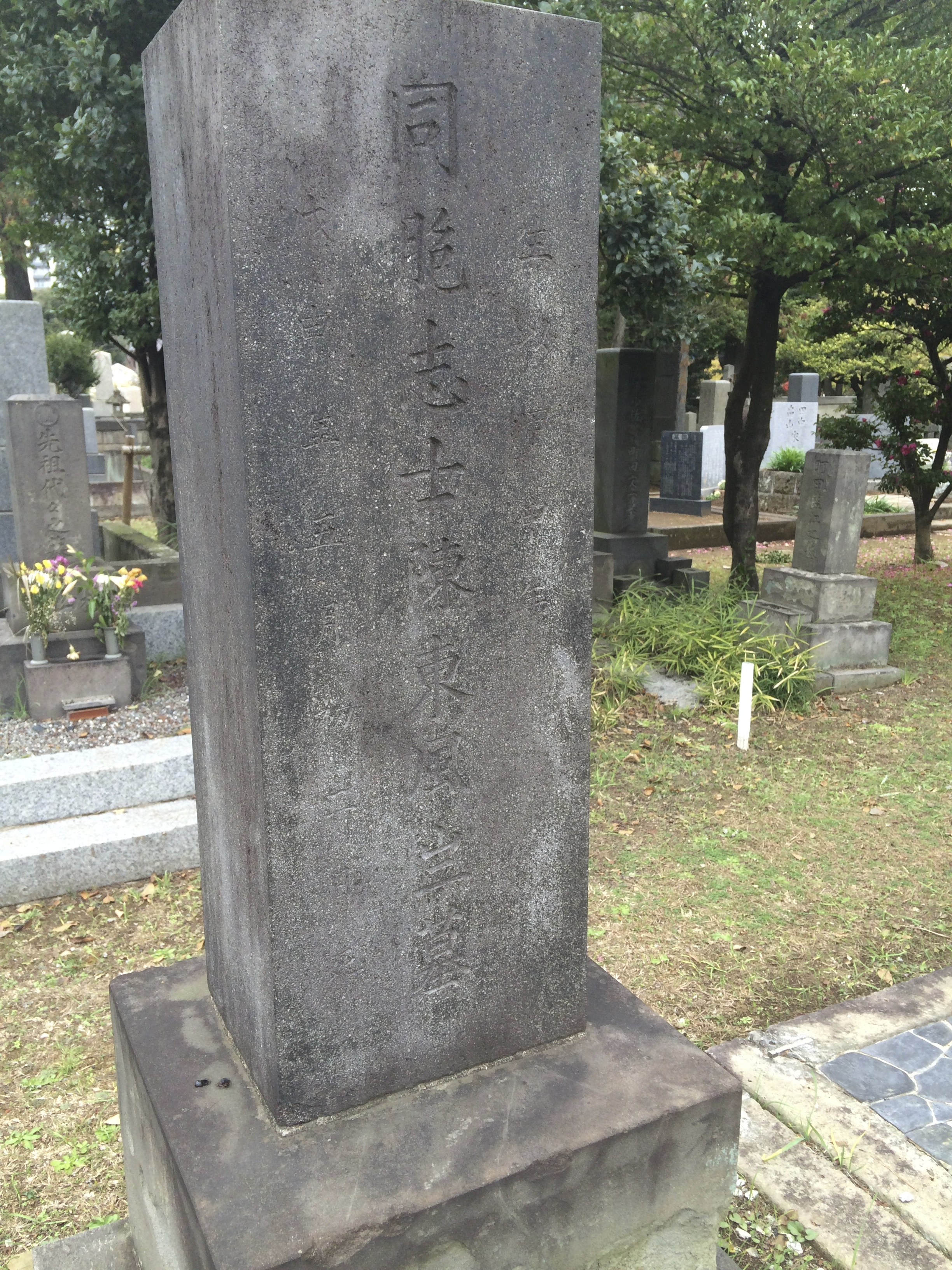
クォン・デが合葬された陳東風の墓

## 家族
美貌で知られた妻のレ・ティ・チャン（ベトナム語：Lê Thị Trân / 黎氏珍、1883-1956）との間に男子2人がいたが、大南を発って以来二度と会えなかった。保大15年（1940年）、晩年に同居していた家政婦の安藤ちゑと共に台湾の友人を訪ねた際に友人家族と撮った写真が「クォン・デが日本で作った家族」としてベトナムで流布し、ちゑが面倒を見ていた甥の成行がクォン・デとちゑの子と誤解され、ベトナム人民を落胆させた。

## 参考書籍
- 森達也『クォン・デ - もう一人のラストエンペラー』角川書店、2003年。
- 平間洋一『日露戦争が変えた世界史: 「サムライ」日本の一世紀』芙蓉書房出版、2004年。
- 高見茂『続吉備の国から: 地域への思いを込めて』吉備人出版、2008年4月30日。ISBN 978-4860691981。

## クォン・デを扱った作品
- 小松清『ヴェトナム』新潮社、1955年。ASIN B000JB5CKI。
- 犬養道子「北の南の人」『ある歴史の娘』中央公論新社、1995年。
- 牧久『安南王国の夢:ベトナム独立を支援した日本人』ウェッジ、2012年。
- 白石昌也『日本をめざしたベトナムの英雄と皇子: ファン・ボイ・チャウとクオン・デ』彩流社、2012年。